# Vincenzo Littara
Vincenzo Littara (Noto, 31 dicembre 1550 – Agrigento, 3 maggio 1602) è stato un poeta, storico, predicatore ed erudito italiano, autore della prima grammatica latina in volgare stampata in Sicilia (Compendio di chiara introduttione della grammatica latina in volgare, per più facile intelligenza di quelli, che vogliono imparar la lingua latina, Palermo, 1599).

## Biografia
Vincenzo Littara nacque a Noto nel 1550. Ancora ragazzo fu inviato a Sciacca per perfezionare lo studio della lingua italiana e della letteratura. Ritornato nella cittadina di Noto, dall'età di 20 anni all'età di 24, diede pubbliche lezioni con profitto e soddisfazione dei suoi discepoli. All'età di 24 anni si recò a Catania dove acquisì il presbiterato e intraprese studi di filosofia, teologia e infine di giurisprudenza, facoltà in cui conseguì la laurea.
Ritornato a Noto insegnò lettere, filosofia, matematica, geometria oltre che diritto. Dalla sua scuola uscirono uomini di grande spessore culturale come lo storico siciliano Rocco Pirri. Littara oltre che conoscitore di letteratura e filologia, divenne un valente predicatore ed esercitò l'arte oratoria dai pulpiti di Noto, Palermo, Catania, Castrogiovanni, Sciacca e Girgenti. 
Risiedette a Castrogiovanni nel periodo compreso tra il 1586 e il 1587, come precettore, sotto la protezione del nobiluomo Vincenzo Petroso per incarico del quale scrisse Historia Aennensis, compendio sulla storia della città di Enna.
Giovanni Oroscopo, vescovo di Girgenti, sorpreso e soddisfatto della profonda preparazione e della eloquenza del Littara, al fine di trattenerlo nella sua città lo nominò parroco della Chiesa di S. Michele di Girgenti. Il Littara morì a Girgenti il 3 di maggio del 1602.